# Dzsikkjó Powerful Pro jakjú 3
A Dzsikkjó Powerful Pro jakjú 3 baseball-videójáték, a Dzsikkjó Powerful Pro jakjú sorozat harmadik tagja, melyet a Konami fejlesztett és jelentetett meg. A játék 1996. február 29-én jelent meg, kizárólag Super Famicom otthoni videójáték-konzolra. A játéknak Dzsikkjó Powerful Pro jakjú ’96 kaimaku-ban, Dzsikkjó Powerful Pro jakjú 3 ’97 haru és Dzsikkjó Powerful Pro jakjú Basic-ban 98 címmel három frissített kiadása is megjelent, illetve a játék adja a ’96, az EX és a ’98 EX játéktermi játékok magját.

## Áttekintés
Ebben a részben jelent meg először a sorozat későbbi legfőbb húzóerejévé váló, a baseballt életszimulátor- és visual novel-elemekkel kombináló „Success” játékmód. A 3-ban az előző epizód kommentátorát, Óta Motoharut, Abe Norijuki váltotta, aki a 2001-ben megjelent nyolcadik főrészig látta el ezt a pozíciót. A Basic-ban 98 aljátékban nem szerepel a tizenkilenc adócsalással megbukott játékos.

## Success mód
A játékos egy frissen draftolt baseballozó szerepét öltheti magára, akinek célja, hogy felkerüljön az első számú csapatba. A módnak abban a pillanatban vége szakad, amikor a játékos baseballozóját felhívják az első számú csapatba, így ha a játékos jobb képességű baseballozót akar létrehozni, akkor úgy kell teljesítenie, hogy a szereplőjét nem rúgják ki a csapatból és nem is hívják fel. Ha a játékost kirúgják vagy a harmadik szezon végéig nem hívják fel, akkor a játéknak vége és a mentett állás is törlődik. Ezzel szemben viszont ha a játékos szereplőjét felhívják, akkor azt el lehet menteni, majd a játékosszerkesztőben be lehet osztani más csapatokba, hogy a többi módban is lehessen használni. Legfeljebb nyolc játékost lehet elmenteni. A játékosok a jelszórendszer segítségével a ’97 kaimaku-ban és S játékokba is importálhatóak.

## Fogadtatás
A játék PlayStation-verzióját 30/40-es összpontszámmal értékelték a Famicú japán szaklap írói.
Az alapkiadásból a megjelenésének évében 349 877, míg ’96 kaimaku-banból 147 620 példányt adtak el Japánban, ezzel előbbi az év harminckettedik, míg utóbbi az év nyolcvannyolcadik legkelendőbb játéka lett.